# Crises académicas do Estado Novo
As crises académicas do Estado Novo foram uma série de protestos de estudantes universitários em oposição à repressão política do Estado Novo português. Embora estes protestos tenham ocorrido em vários anos entre 1928 e a restauração da democracia em 1974, foi na década de 1960 que conheceram maior intensidade e radicalização.
Os primeiros protestos universitários ocorreram em 1928, em Coimbra, repetindo-se em 1931, em Lisboa, Porto e Coimbra, e novamente em 1945. Em 1956 emergiram protestos em maior escala, contra a aprovação de um decreto lei que retirava autonomia às associações estudantis e as colocava sob tutela e fiscalização do Ministério da Educação.  A crise académica de 1962 surgiu em protesto contra a proibição pelo governo da comemoração do Dia do Estudante em 24 de março. As greves tiveram a adesão maciça de estudantes e solidariedade do corpo docente. Os protestos foram violentamente reprimidos pela polícia, que ocupou as universidades e carregou sobre os manifestantes. Em maio, as forças de segurança assaltam a sede da Associação Académica de Coimbra. A polícia de choque e a PIDE ocuparam as universidades, prendendo aleatoriamente professores e alunos. Vários professores foram sumariamente demitidos e alunos alistados à força nas Forças Armadas. A violência da repressão resultou em mais greves, comícios, manifestações de rua e confrontos com a polícia. A violência da repressão causou mal-estar dentro do próprio regime, levando à demissão de Marcello Caetano, na época reitor da Universidade Clássica de Lisboa, em protesto contra a violação da autonomia universitária.
Apesar da repressão em 1962, o movimento estudantil não parou de aumentar. Em 1965 o governo ordena à PIDE a prisão dos principais líderes estudantis, levando a novas manifestações, greves e confrontos com a polícia. A politização entre os estudantes era cada vez maior, resultado da ação de células radicais e do Partido Comunista Português nos meios universitários. Em 1968 a PIDE ocupou a Associação de Estudantes do Instituto Superior Técnico, acusada pelo regime de subversão. A[crise académica de 1969 tem início em abril, durante a visita de Américo Thomaz à inaguração do edifício de Matemática da Universidade de Coimbra. O presidente da Associação Académica, Alberto Martins, foi impedido de discursar, gerando protestos por parte dos estudantes que se foram agravando até resultarem numa greve geral com 85% de adesão. Em 6 de maio o governo mandou encerrar a universidade, mas a greve manteve-se até setembro.
Em 1971, a reforma educativa promovida por Veiga Simão determinou o encerramento de quase todas as associações de estudantes e a colocação de elementos do Ministério do Interior nas universidades, que viriam a ficar conhecidos como "gorilas". Na década de 70, a unidade do movimento estudantil começou-se a desagregar, resultado sobretudo do aparecimento de inúmeros grupos marxistas-leninistas nas faculdades.